# Lomatium columbianum
Lomatium columbianum är en flockblommig växtart som beskrevs av Mildred Esther Mathias och Lincoln Constance. Lomatium columbianum ingår i släktet Lomatium och familjen flockblommiga växter. Inga underarter finns listade i Catalogue of Life.

## Bildgalleri

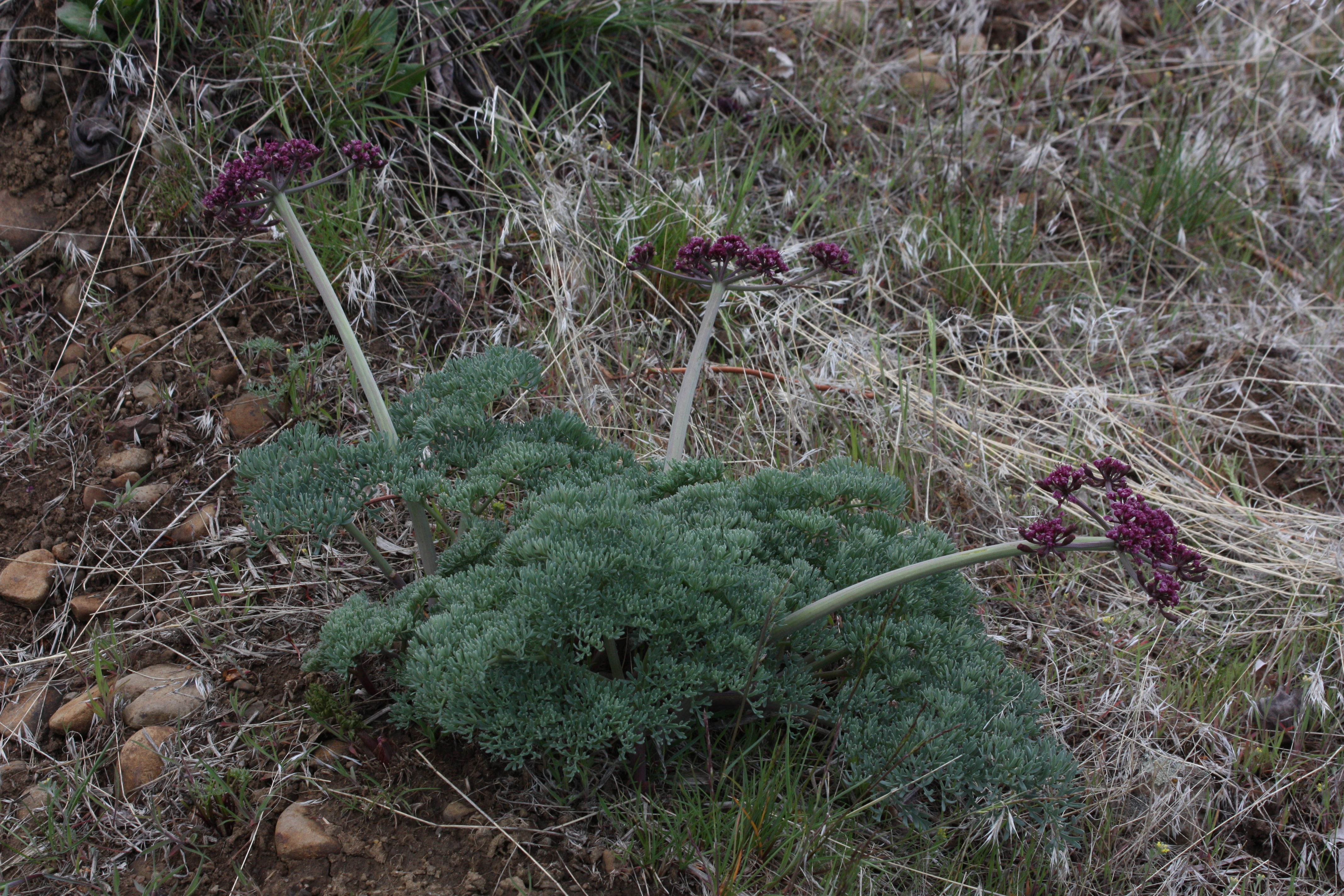
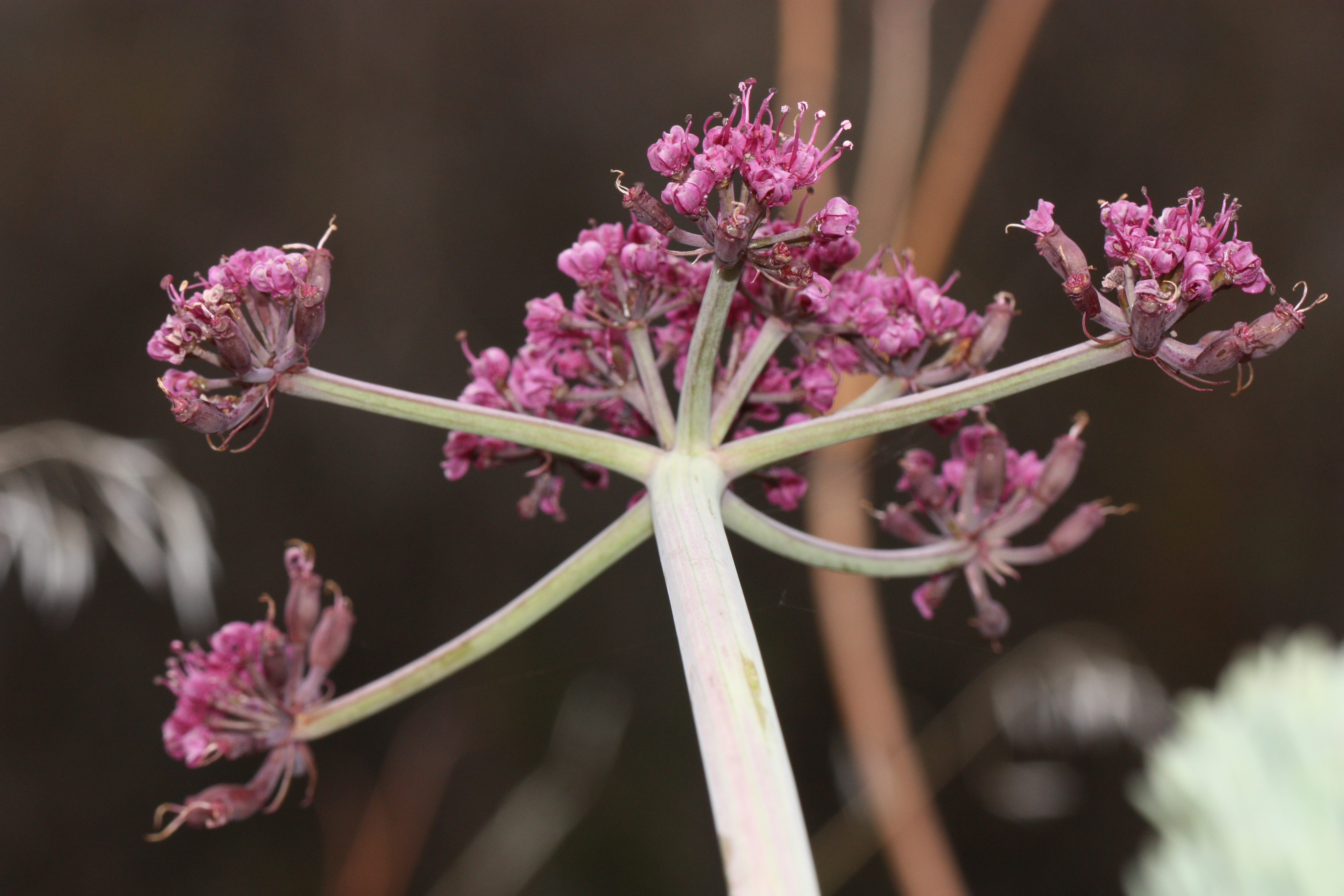
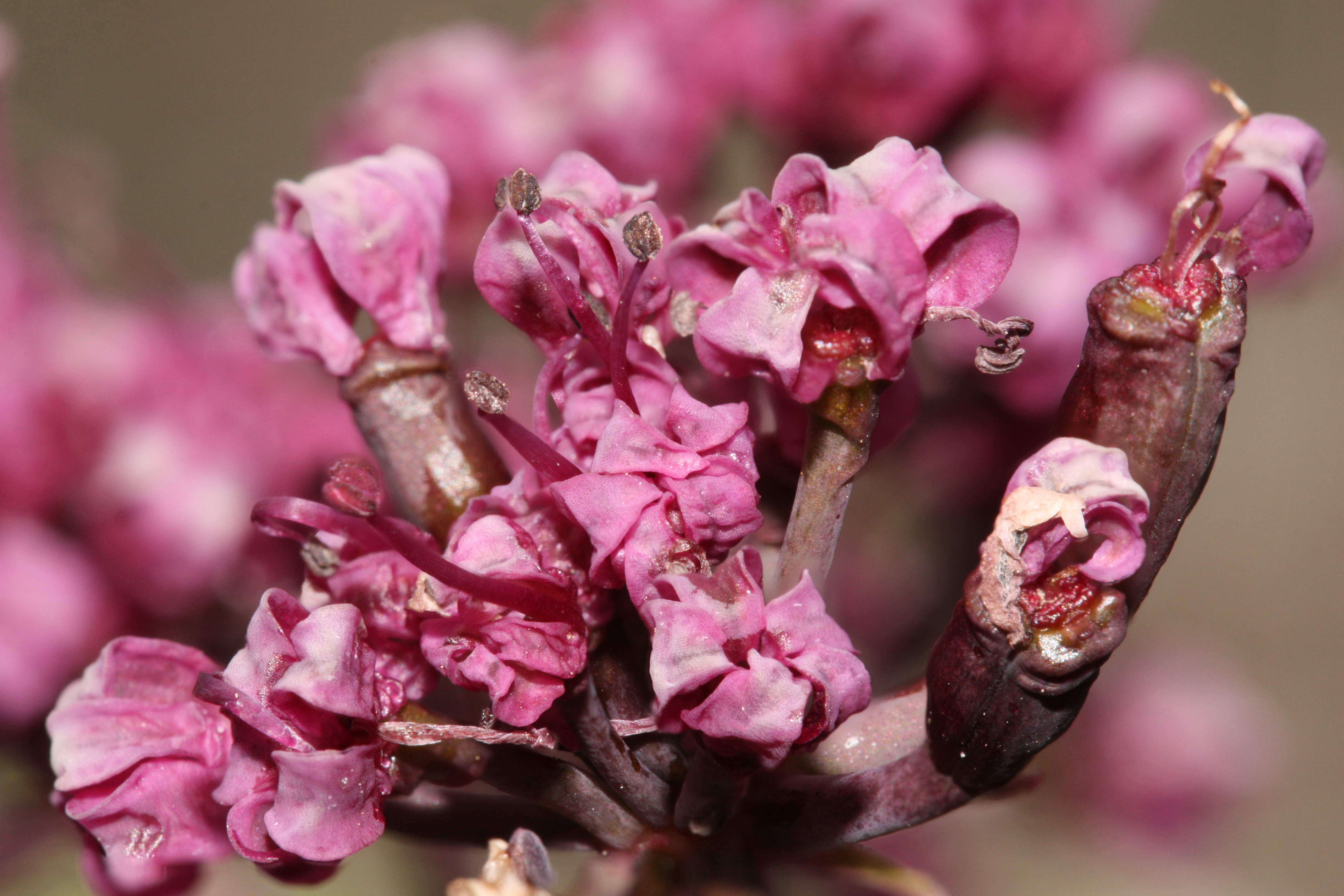
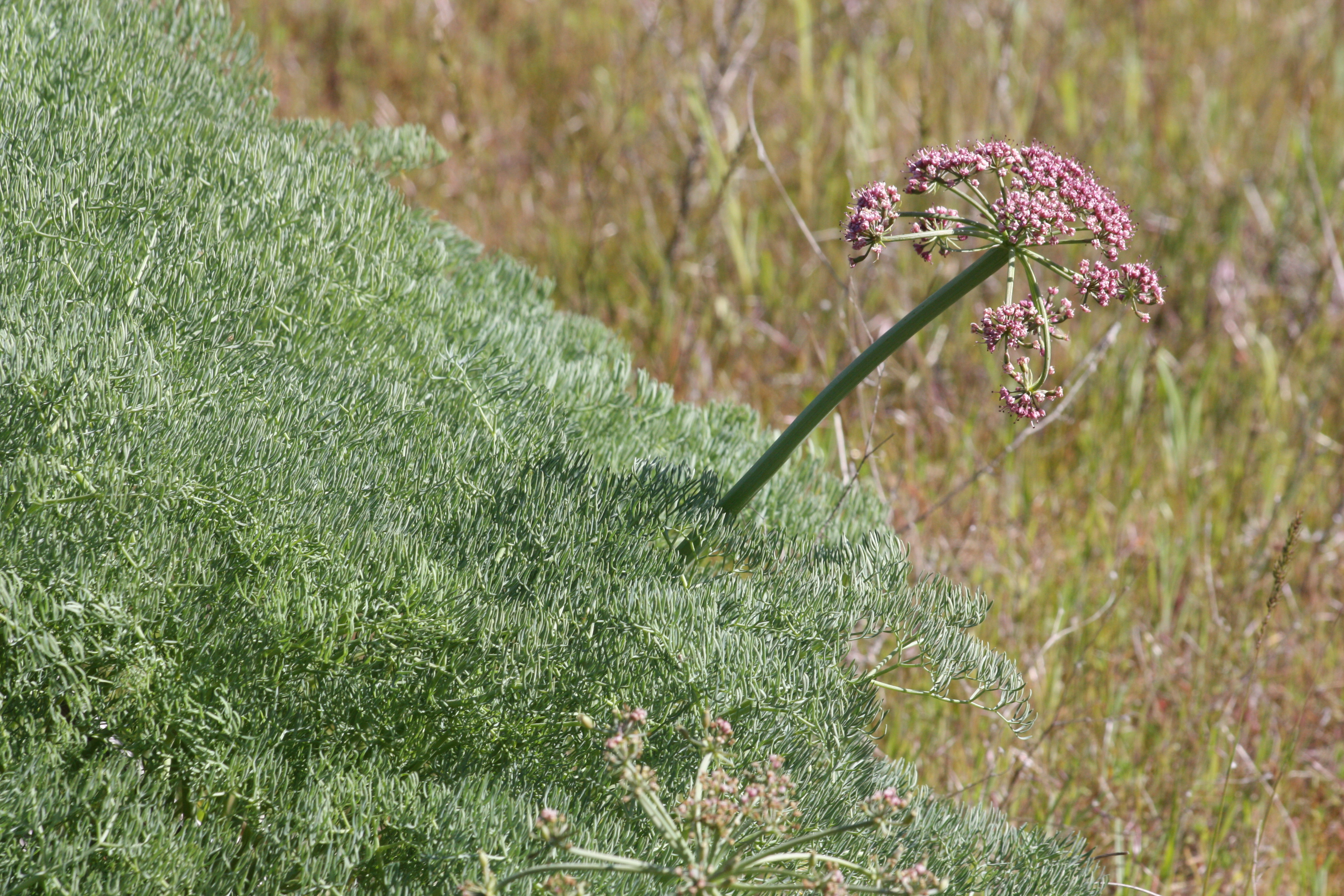
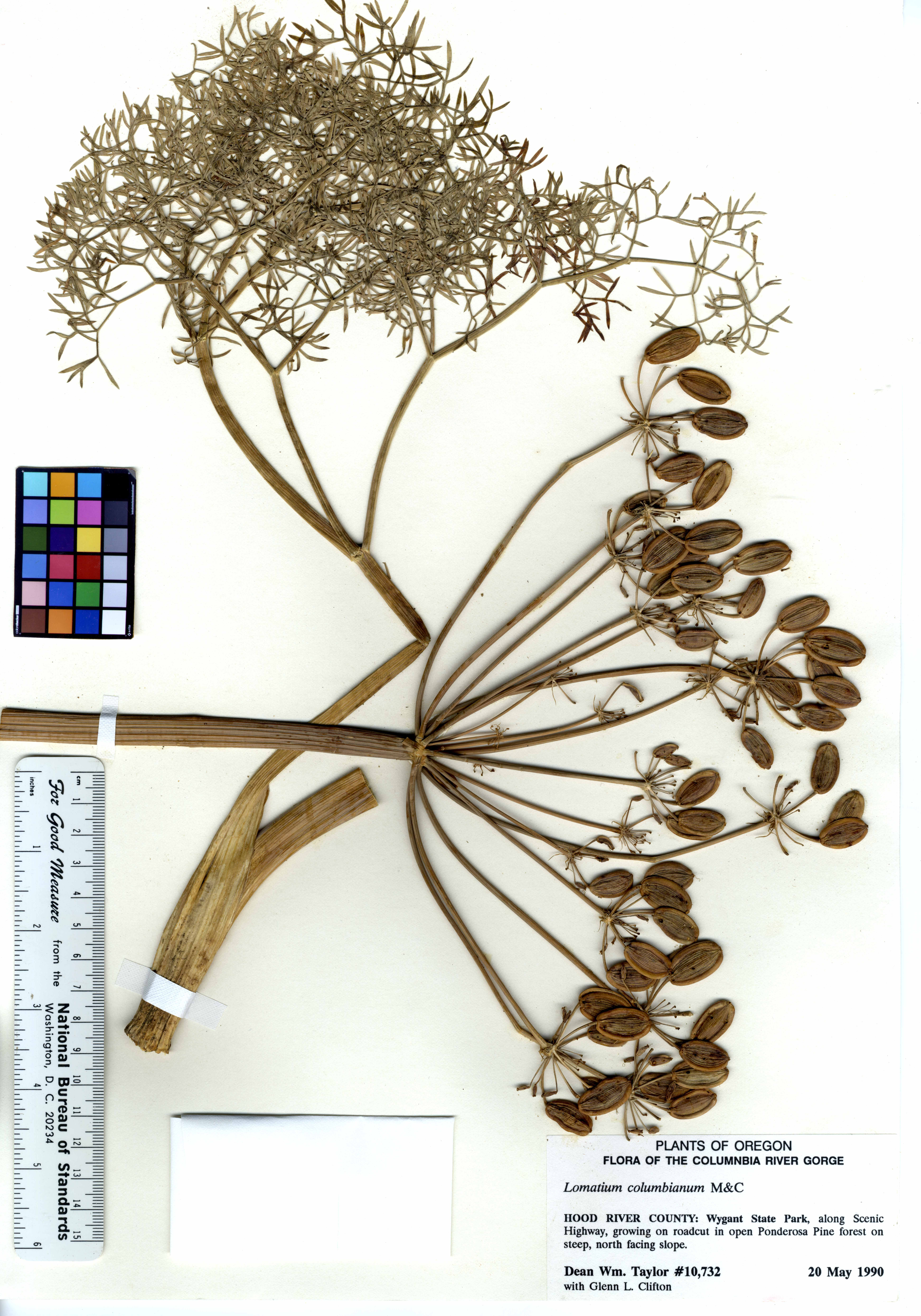
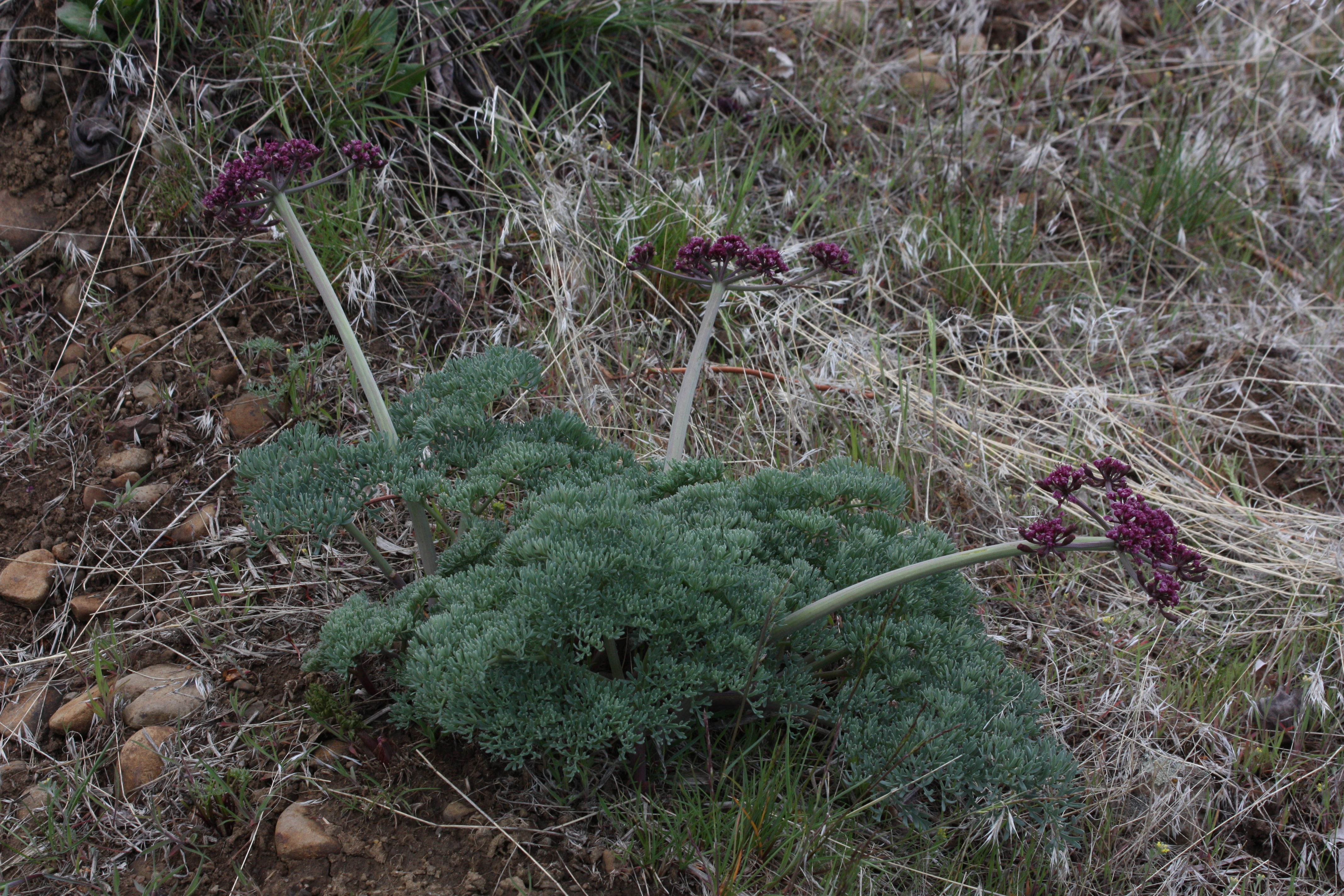